# Chamelet
Chamelet és un municipi francès situat al departament del Roine i a la regió d'Alvèrnia-Roine-Alps. L'any 2007 tenia 680 habitants.

## Demografia

### Població
El 2007 la població de fet de Chamelet era de 680 persones. Hi havia 260 famílies de les quals 68 eren unipersonals (28 homes vivint sols i 40 dones vivint soles), 68 parelles sense fills, 108 parelles amb fills i 16 famílies monoparentals amb fills.
La població ha evolucionat segons el següent gràfic:
Habitants censats

### Habitatges
El 2007 hi havia 324 habitatges, 264 eren l'habitatge principal de la família, 45 eren segones residències i 15 estaven desocupats. 298 eren cases i 25 eren apartaments. Dels 264 habitatges principals, 201 estaven ocupats pels seus propietaris, 56 estaven llogats i ocupats pels llogaters i 7 estaven cedits a títol gratuït; 1 tenia una cambra, 13 en tenien dues, 32 en tenien tres, 78 en tenien quatre i 140 en tenien cinc o més. 192 habitatges disposaven pel capbaix d'una plaça de pàrquing. A 108 habitatges hi havia un automòbil i a 130 n'hi havia dos o més.

### Piràmide de població
La piràmide de població per edats i sexe el 2009 era:
| Homes | Edats   | Dones |
| ----- | ------- | ----- |
| 0     | 95 o +  | 0     |
| 0     | 90 a 94 | 4     |
| 0     | 85 a 89 | 8     |
| 0     | 80 a 84 | 0     |
| 8     | 75 a 79 | 8     |
| 12    | 70 a 74 | 12    |
| 12    | 65 a 69 | 20    |
| 8     | 60 a 64 | 16    |
| 16    | 55 a 59 | 16    |
| 24    | 50 a 54 | 16    |
| 20    | 45 a 49 | 20    |
| 16    | 40 a 44 | 16    |
| 36    | 35 a 39 | 24    |
| 20    | 30 a 34 | 28    |
| 8     | 25 a 29 | 8     |
| 4     | 20 a 24 | 4     |
| 20    | 15 a 19 | 8     |
| 24    | 10 a 14 | 28    |
| 36    | 5 a 9   | 36    |
| 24    | 0 a 4   | 12    |

## Economia
El 2007 la població en edat de treballar era de 430 persones, 321 eren actives i 109 eren inactives. De les 321 persones actives 294 estaven ocupades (156 homes i 138 dones) i 27 estaven aturades (12 homes i 15 dones). De les 109 persones inactives 41 estaven jubilades, 44 estaven estudiant i 24 estaven classificades com a «altres inactius».

### Ingressos
El 2009 a Chamelet hi havia 267 unitats fiscals que integraven 675,5 persones, la mediana anual d'ingressos fiscals per persona era de 18.450 €.

### Activitats econòmiques
Dels 22 establiments que hi havia el 2007, 2 eren d'empreses extractives, 3 d'empreses de fabricació d'altres productes industrials, 6 d'empreses de construcció, 2 d'empreses de comerç i reparació d'automòbils, 2 d'empreses d'hostatgeria i restauració, 2 d'empreses d'informació i comunicació, 1 d'una empresa immobiliària, 3 d'empreses de serveis i 1 d'una empresa classificada com a «altres activitats de serveis».
Dels 8 establiments de servei als particulars que hi havia el 2009, 1 era un paleta, 2 guixaires pintors, 1 fusteria, 2 electricistes, 1 perruqueria i 1 restaurant.
L'únic establiment comercial que hi havia el 2009 era una botiga de menys de 120 m².
L'any 2000 a Chamelet hi havia 20 explotacions agrícoles que ocupaven un total de 153 hectàrees.

## Equipaments sanitaris i escolars
El 2009 hi havia una escola elemental.

## Poblacions més properes
El següent diagrama mostra les poblacions més properes.